# Silnice II/367
Silnice II/367 je silnice II. třídy, která vede z Prostějova do Tlumačova. Je dlouhá 37 km. Prochází dvěma kraji a čtyřmi okresy. Krátký úsek Bezměrov - Kojetín byl dříve silnicí I/47.

## Vedení silnice

### Olomoucký kraj, okres Prostějov
- Prostějov (křiž. D46, II/150, III/3674)
- Bedihošť (křiž. II/434, III/3677, III/36711)
- Čehovice (křiž. III/4341)
- Čelčice (křiž. III/36717)
- Klenovice na Hané (křiž. III/4345, III/36719)
- Obědkovice

### Olomoucký kraj, okres Přerov
- Polkovice (křiž. II/435)
- Uhřičice
- Kojetín (křiž. I/47, II/436, III/36723, III/4335, III/43329, III/04718, peáž s I/47)

### Zlínský kraj, okres Kroměříž
- Kroměříž (křiž. D1, I/47, II/428, II/432, III/36733, peáž s I/47)
- Kotojedy (křiž. III/36734, III/36735)
- Trávník
- Střížovice (křiž. III/36739)
- Kvasice (křiž. III/36740)

### Zlínský kraj, okres Zlín
- Tlumačov (křiž. I/55)